# میزوتو هیروتا
میزوتو هیروتا (انگلیسی: Mizuto Hirota؛ زادهٔ ۵ مهٔ ۱۹۸۱) ورزشکار هنرهای رزمی ترکیبی و جودوکار اهل ژاپن است.